# فالوغا
فالوغا هي إحدى القرى اللبنانية من قرى قضاء بعبدا في محافظة جبل لبنان. وتشتهر فالوغا بعذوبة مياهها وهي من أجمل مصايف لبنان. سكان قرية فالوغا مختلطة هم من الموحدون الدروز والمسيحيين من الطوائف المارونية و الملكانية و الأرثوذكسية الشرقية، في حين أن سكان خلوة فالوغا هم من الدروز.